# Cleome sparsifolia
Cleome sparsifolia là một loài thực vật có hoa trong họ Màng màng. Loài này được S.Watson mô tả khoa học đầu tiên năm 1871.